# Wspólnota Zborów Bożych w Kongo
Wspólnota Zborów Bożych w Kongo (fr. Communauté des Assemblées de Dieu au Congo, CADC) – ewangelikalny kościół protestancki nurtu zielonoświątkowego, działający w Demokratycznej Republice Konga. Stanowi integralną część Światowej Wspólnoty Zborów Bożych. 
CADC jest jednym z największych kościołów zielonoświątkowych w kraju. Według danych z 2018 roku zrzeszał 417 365 wiernych w ok. 4 tysiącach zborów, co plasowało go na trzecim miejscu pod względem wielkości wśród kościołów zielonoświątkowych w Demokratycznej Republice Konga, ustępując jedynie kościołom CELPA i CEPAC. W 2023 roku liczba wyznawców CADC przekroczyła już 1,1 miliona.
CADC jest członkiem Kościoła Chrystusowego w Kongo (organizacji, która zrzesza kościoły protestanckie).

## Historia
Początki Zborów Bożych w Kongu wiążą się z działalnością misjonarzy ze Stanów Zjednoczonych. Do grona pionierów należała rodzina Tuckerów, w tym Joseph W. "Jay" Tucker i jego żona Evangeline, którzy jako misjonarze Zborów Bożych w USA rozpoczęli służbę w Kongu Belgijskim w 1939 roku. Jay Tucker tragicznie zginął w 1964 roku podczas rebelii Simby, co jest ważnym rozdziałem w historii misji Zborów Bożych w tym kraju. Jego męczeństwo stało się, według relacji, katalizatorem dla dalszego wzrostu Kościoła w regionie.